# Cosmosoma tengyra
Cosmosoma tengyra là một loài bướm đêm thuộc phân họ Arctiinae, họ Erebidae.